# Акуто
Акуто́ або Поганці (яп. 悪党, あくとう, «негідники», «злодій») — широкий термін для позначення злочинців, порушників закону та інших представників суспільства середньовічної Японії 13 — 15 століть, які чинили супротив існуючому політично-соціальному ладу.

## Короткі відомості
Одна з перших згадок про акуто міститься у 32-й статті урядового «Збірника покарань» 1232 року, за яким суворо заборонялося переховувати «поганців (акуто) і розбійників» у своїх волоіннях. У випадку виявлення таких осіб, наказувалося передавати їх до управління військового губернатора провінції.
У 2-й половині 13 століття, в період Камакура, особливо у роки Бун'ей (1264 — 1275) і Коан (1278 — 1288), злочинна діяльність акуто досягла піку в регіоні Кінкі та прилеглих районах. Їхні загони чинили опір володарям приватних маєтків сьоенів та сьоґунатівським губернаторам в провінціях. До акуто відносили всіх, хто протидіяв владі таким чином: 
- відмовлявся сплачувати данину, оброк чи податки та не виконував постанов суду, прийнятих урядовцями;
- самовільно і розбійницьким чином скошував злаки на полях;
- виставляв людей на гроші;
- перекривав дороги;
- вторгався у приватні володіння — сьоени, привласнювавїх собі і чинив у них розбій;
- грабував і убивав людей;
- підпалбвав домівки;
- виганаяв послів і маєткових урядовців з сьоену;

Спонтанна діяльність акуто поступово переростала у системний супротив режимові сьоґунату і володарям приватних маєтків. Первинний склад груп акуто складали селяни, місцева дрібна знать та подорожуючі бездомні. Проте згодом соціальна база цих груп  розширилася за рахунок приднання управителів сьоенів та самурайських васалів сьоґунату. Початково громади акуто були об'єднані кровними зв'язками, але згодом гуртувалися не на родовій, а територіальній основі. Їхні потужні загони утворювали союзи і повставали проти авторитарного режиму роду Ходзьо.
У 1332 — 1333 роках, під час повстання років Ґенко, акуто виступили на боці імператора Ґо-Дайґо проти сьоґунату. Серед найвпливовіших самурайських родів, основну військову силу яких складали так звані «поганці», були Кусунокі та Акамацу.
У період війни південної і північної династій більшість акуто воювали на боці південної династії. Згодом вони еволюціонували у союзи провінційної дрібної знаті — куні іккі.